# 鶴田東洋彦
鶴田 東洋彦（つるた とよひこ、1955年 - ）は、日本のジャーナリスト、元産経新聞社常務取締役、元日本工業新聞社代表取締役社長、現在は産経新聞社コンプライアンス・アドバイザー、元記者。

## 人物・経歴
1955年、山梨県甲府市生まれ。1979年3月、立教大学経済学部卒業。産業紙を経て1997年に産経新聞社に入社。大阪本社編集局経済部長、東京本社編集局次長、編集局編集長、取締役西部代表、常務取締役、サンケイ総合印刷代表取締役社長、日本工業新聞社（フジサンケイビジネスアイ）代表取締役社長、2023年7月から産経新聞社コンプライアンス・アドバイザー。記者時代は主に経済部に所属、エネルギー、自動車、金融、鉄鋼・素材、財界担当などを歴任した。特に企業の危機管理、エネルギーなどの分野が専門で、現在は企業・大学の管理職を対象とした講演、研修などを幅広く実施しているほか、「地球環境・エネルギー問題」「メディア論」を立教大学などで講義している。山梨県人会副会長、山梨県観光大使、一般社団法人・ウィーン国際音楽文化協会理事、一般社団法人・相続診断協会顧問、社会福祉法人･小石原保育園(福岡県)相談役 。

## 著作
- 『「Ｋ字型経済」攻略法―ポスト・コロナで躍進する１１人のリーダーたち』共著 プレジデント社 2021年10月
- 「コロナに勝つ経営」共著 日本工業新聞社 2021年3月
- 「天然ガス・新時代」 にっかん書房
- 「記者会見に一番大切なことを記者が教えます」共著 エフシージー総合研究所